# Verena Volz
Verena Volz (* 22. April 1981) ist eine ehemalige deutsche Fußballspielerin.

## Karriere
Ihre Karriere begann 1993 in der Juniorinnen Mannschaft des FSV Frankfurt als Feldspielerin. Im Zeitraum 1997 bis 2006 gehörte sie dem Bundesligakader des FSV Frankfurt als Torhüterin an.
Sie absolvierte diverse Länderspiele für die U16-, U18- und U21 Juniorinnen Nationalmannschaft Deutschlands.
Während ihrer Vereinszugehörigkeit gewann sie am Ende ihrer Premierensaison die Deutsche Meisterschaft, am Ende ihrer letzten Saison stieg ihr Verein als Tabellenletzter mit nur einem gewonnenen Punkt in die 2. Bundesliga ab. Am 10. Juni 2001 (22. Spieltag) verwandelte sie einen Strafstoß zum 3:1-Endstand im Heimspiel gegen den FFC Flaesheim-Hillen.
In der Saison 2007/2008 wechselte sie zum Oberligisten TSM Jügesheim und schaffte den Aufstieg in die Regionalliga. Sie beendete 2009 ihre fußballerische Karriere. Noch heute kümmert sie sich um den Nachwuchs als Torwarttrainerin.

## Erfolge
- Deutscher Meister 1998
- Teilnahme Universiade (Studentenolympiade) in Daegu (Südkorea) 2003